# آسانونکور
آسانونکور (به فرانسوی: Assenoncourt) یک کمون در فرانسه است که در Canton of Réchicourt-le-Château واقع شده‌است.

## خصوصیات
آسانونکور ۱۶٫۶۹ کیلومترمربع مساحت و ۱۴۰ نفر جمعیت دارد.